# العلاقات الإسرائيلية اللاوسية
العلاقات الإسرائيلية اللاوسية هي العلاقات الثنائية التي تجمع بين إسرائيل ولاوس.

## مقارنة بين البلدين
هذه مقارنة عامة ومرجعية للدولتين:
| وجه المقارنة                                              | إسرائيل                                                             | لاوس        |
| --------------------------------------------------------- | ------------------------------------------------------------------- | ----------- |
| المساحة (كم2)                                             | 20.77 ألف                                                           | 236.80 ألف  |
| عدد السكان (نسمة)                                         | 8.89 مليون                                                          | 6.86 مليون  |
| الكثافة السكانية (ن./كم²)                                 | 428.02                                                              | 28.97       |
| العاصمة                                                   | القدس                                                               | فيينتيان    |
| اللغة الرسمية                                             | اللغة العبرية، اللغة العربية                                        | اللغة اللاو |
| العملة                                                    | شيكل إسرائيلي جديد، شيكل إسرائيلي قديم، جنيه فلسطيني، جنيه إسرائيلي | كيب لاوي    |
| الناتج المحلي الإجمالي (بليون دولار)                      | 350.85 مليار                                                        | 16.85 مليار |
| الناتج المحلي الإجمالي (تعادل القوة الشرائية) بليون دولار | 306.51 مليار                                                        | 38.71 مليار |
| الناتج المحلي الإجمالي الاسمي للفرد دولار أمريكي          | 35.73 ألف                                                           | 1.82 ألف    |
| الناتج المحلي الإجمالي للفرد دولار أمريكي                 | 36.58 ألف                                                           |             |
| مؤشر التنمية البشرية                                      | 0.899                                                               | 0.575       |
| رمز المكالمات الدولي                                      | +972                                                                | +856        |
| رمز الإنترنت                                              | .il                                                                 | .la         |
| المنطقة الزمنية                                           | توقيت إسرائيل، Israel Summer Time ‏                                  | ت ع م+07:00 |

## منظمات دولية مشتركة
يشترك البلدان في عضوية مجموعة من المنظمات الدولية، منها:
| علم المنظمة | اسم المنظمة                        | تاريخ انضمام إسرائيل | تاريخ انضمام لاوس |
| ----------- | ---------------------------------- | -------------------- | ----------------- |
|             | مؤسسة التنمية الدولية              | 22 ديسمبر 1960       | 28 أكتوبر 1963    |
|             | الأمم المتحدة                      | 11 مايو 1949         | 14 ديسمبر 1955    |
|             | مؤسسة التمويل الدولية              | 26 سبتمبر 1956       | 29 يناير 1992     |
|             | وكالة ضمان الاستثمار متعدد الأطراف | 21 مايو 1992         | 5 أبريل 2000      |
|             | منظمة الشرطة الجنائية الدولية      | ?                    | ?                 |
|             | يونسكو                             | 16 سبتمبر 1949       | 9 يوليو 1951      |
|             | البنك الدولي للإنشاء والتعمير      | 12 يوليو 1954        | 5 يوليو 1961      |

## وصلات خارجية
- موقع وزارة الخارجية الإسرائيلية